# Léo Lasalle
Pour les articles homonymes, voir Lasalle.
 (janvier 2020).
Léo Lasalle est un médecin de Montréal, Québec, spécialisé en médecine familiale, et travaillant en particulier en réadaptation des personnes aphasiques puis de celle des victimes de brûlures graves.

## Biographie
Il fait ses études médicales à la nouvelle faculté de médecins de l'Université de Sherbrooke, fondée par son père Dr Gérald Lasalle. Il est gradué de la première promotion en 1970 et ira travailler aux Iles de la Madeleine pendant 9 années. Il revient par la suite s'installer à Montréal. Rapidement il s'intéresse à la réadaptation des personnes aphasiques et puis consacre une partie de son travail dans la réadaptation des victimes de brûlures graves. En plus de sa pratique générale à Verdun, il travaille à l'hôpital Villa Medica.

## Organismes fondés
Pendant ses études médicales, il a participé en 1970 à la mise sur pied et  a travaillé comme médecin auprès de la Clinique Odyssée, une clinique médico-légale pour venir en aide aux jeunes du centre-ville de Sherbrooke.    
Il a cofondé l'organisme  le Théâtre Aphasique avec Anne-Marie Théroux et Anne-Marie Delmas en 1994 et l'organisme Entraide Grands Brûlés, en 2008, avec Sophie Sureau et Louise Lapointe.

## Prix et distinctions
En 2010, il est co-récipiendaire du premier Prix Anne-Marie Théroux décerné par le Théâtre Aphasique en hommage aux fondateurs. Il a été choisi Bénévole de l'année au Québec en 2012, par un vote du grand public. En 2012, il est aussi le récipiendaire de la médaille du jubilé de diamant de la reine Élisabeth II. Il a aussi reçu le prix Cœur et Action Québec 2014, décerné par un jury de pairs pour sa pratique novatrice, catégorie médecine.

## Recherche
Il est chercheur-clinicien et l'auteur de plusieurs publications sur la douleur neuropathique, le prurit et la cicatrisation chez les grands brûlés. Il a été le premier médecin-chercheur à publier sur l'utilisation de la naltrexone pour le traitement du prurit chez les grands brûlés[source insuffisante]. Il compte aussi plusieurs autres publications scientifiques.

## Autres activités
Il a été membre du comité pour l'implantation de la radio communautaire des îles de la Madeleine CFIM, 92,7 FM.
Il a été membre du comité provincial pour l'implantation des centres d’expertise pour le traitement des victimes de brûlures graves du Québec (division de la traumatologie, INESSS). 
Il a aussi siégé au Comité aviseur ministériel sur les fournitures médicales spécialisées dans le cadre du traitement des personnes victimes de brûlure grave dans la province de Québec
Il est membre du comité directeur du Centre d'expertise pour le traitement des victimes de brûlures graves de l'ouest du Québec et de son comité sur la recherche clinique et fondamentale depuis 2004.